# Naujoji Akmenė
Naujoji Akmenė je okresní město v severozápadní části Litvy, v Žemaitsku, v severozápadní části Šiauliajského kraje, protékají říčky Agluona a její přítok Žaras, je zde konečná stanice železniční trati Venta - Naujoji Akmenė; paralelně s touto tratí je také silnice č. 156. Ve městě je kostel Seslání Ducha svatého (vysvěcen 1999, kulturní dům (od r. 1958) okresní nemocnice, pensionát, pošta (PSČ LT-85001), okresní soud, jsou zde dvě botanické zahrady, veřejná knihovna, gymnázium, 2 školy, 2 mateřské školy se základní školou, jesle.

## Minulost města
Okolí bylo obýváno Zemgaly. V roce 1652 je na místě dnešního města zmiňována vesnice Karpėnai.

Samo město je velmi mladé: 27. července 1945 vláda Litevské SSR přijala rozhodnutí v Karpėnech postavit cementárnu, protože v okolí je dostatek vápence na výrobu cementu. Cementárna i město vyrostly prakticky "na zelené louce", na jejich stavbě se kromě stavařů podíleli i vězni, obojí byli ubytováni narycho v provizorních dřevěných barácích nebo prostě ve stanech. V roce 1952 byla spuštěna výroba. 31. ledna byla z nařízení Nejvyššího sovětu Litevské SSR vesnice Karpėnai přejmenována na "sídlo městského typu" Naujoji Akmenė. V roce 1962 bylo hlavní město okresu Akmenė přeneseno z Akmenė do Naujoji Akmenė - o 12 km na severovýchod. 25.8.1965 Naujoji Akmenė dostala městská práva. Dominující postavení ve městě měla cementárna, tehdy pod názvem Darbo raudonosios vėliavos ordino SSRS 50-mečio cemento ir šiferio gamybinis susivienijimas „Akmencementas“, tedy Výrobní sdružení cementu a azbestu řádu rudé zástavy práce 50. výročí SSSR „Akmencementas“. V nejlepších dobách se během čtyř hodin vyrobilo tolik cementu, že to stačilo na postavení paneláku o 100 bytech. 

17.4.1998 byl schválen městský znak Naujoji Akmenė.

## Sport
- FK Akmenė fotbalový klub;

## Slavní rodáci
- Darius Valys (* 1972) - generální prokurátor Litevské republiky (od r. 2010)